# Passage des Crayons
Le passage des Crayons est une voie du 13e arrondissement de Paris, en France.

## Situation et accès
Le passage des Crayons est situé dans le 13e arrondissement de Paris. Il débute au 97, rue du Chevaleret et se termine en impasse.

## Origine du nom
Il fait référence au nom de l'ancien lieu-dit. Le nom « Crayons » provient à son tour des crayères qui servaient à la production de la chaux et du blanc de Meudon.

## Historique
La voie est créée sous le nom provisoire de « voie ES/13 » et prend sa dénomination actuelle le 23 avril 2004. 